# AWD (motorfiets)

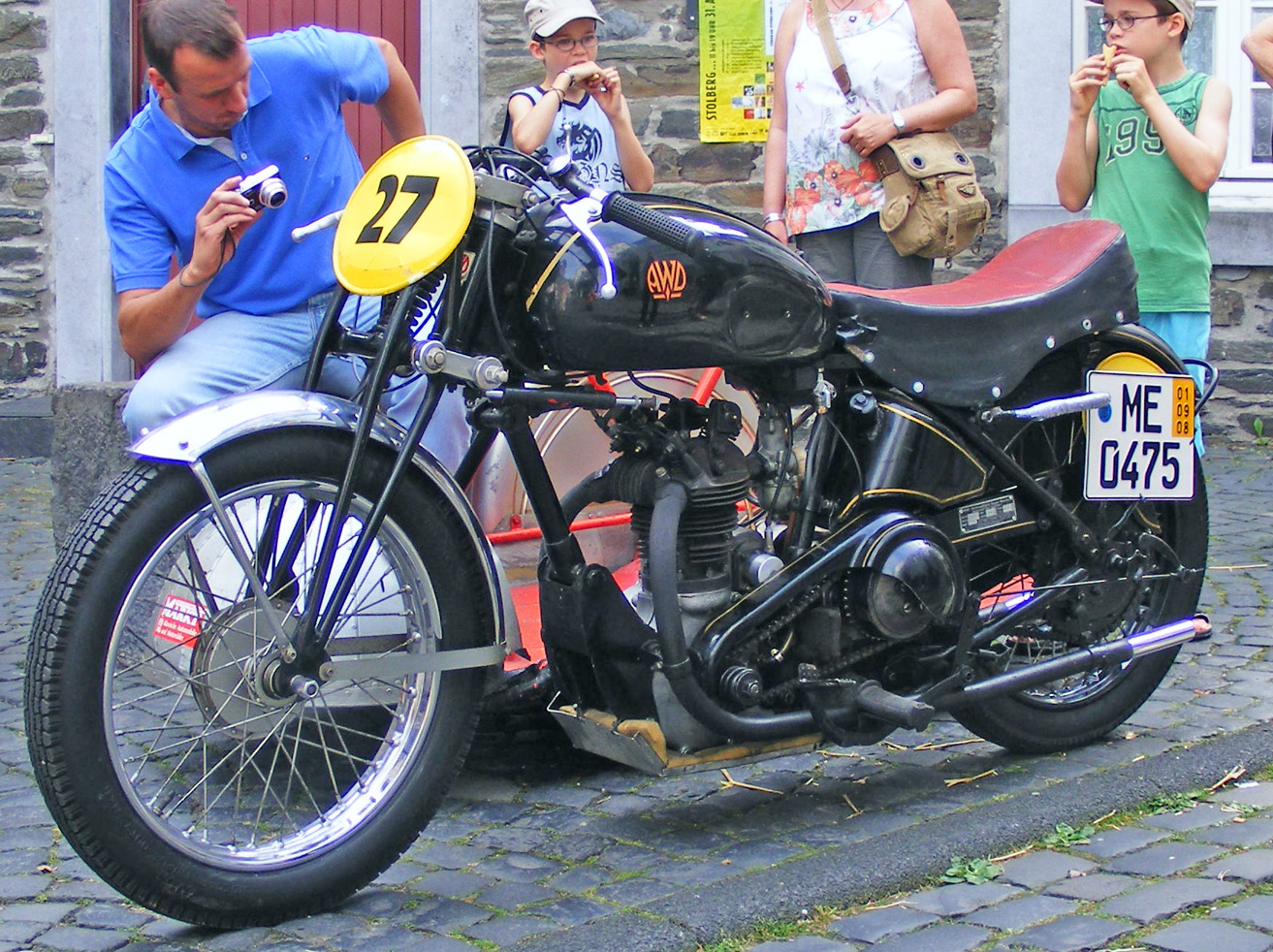
AWD wegrace-zijspancombinatie

AWD is een historisch Duits merk van motorfietsen.
De bedrijfsnaam was: August Wurring, Motorradfabrik, Breitscheid bei Düsseldorf.
Duitse motorfabriek die produceerde vanaf 1932. Naast frames voor wegracers bouwde AWD tot 1939 ook complete motorfietsen met blokken van DKW, Kühne, Küchen, JAP, Villiers en Blackburne. Na de Tweede Wereldoorlog verschenen 122-, 146-, 173-, 197- en 250cc-modellen met motoren van Fichter & Sachs en ILO.
Deze machines werden ook onder de naam Wurring verkocht. In 1969 werd de productie van motorfietsen beëindigd, maar de fabriek stond er begin jaren negentig nog, en de garantiebepalingen waren nog steeds geldig (AWD gaf levenslange garantie op haar frames).